# Karren Brady, Baroness Brady

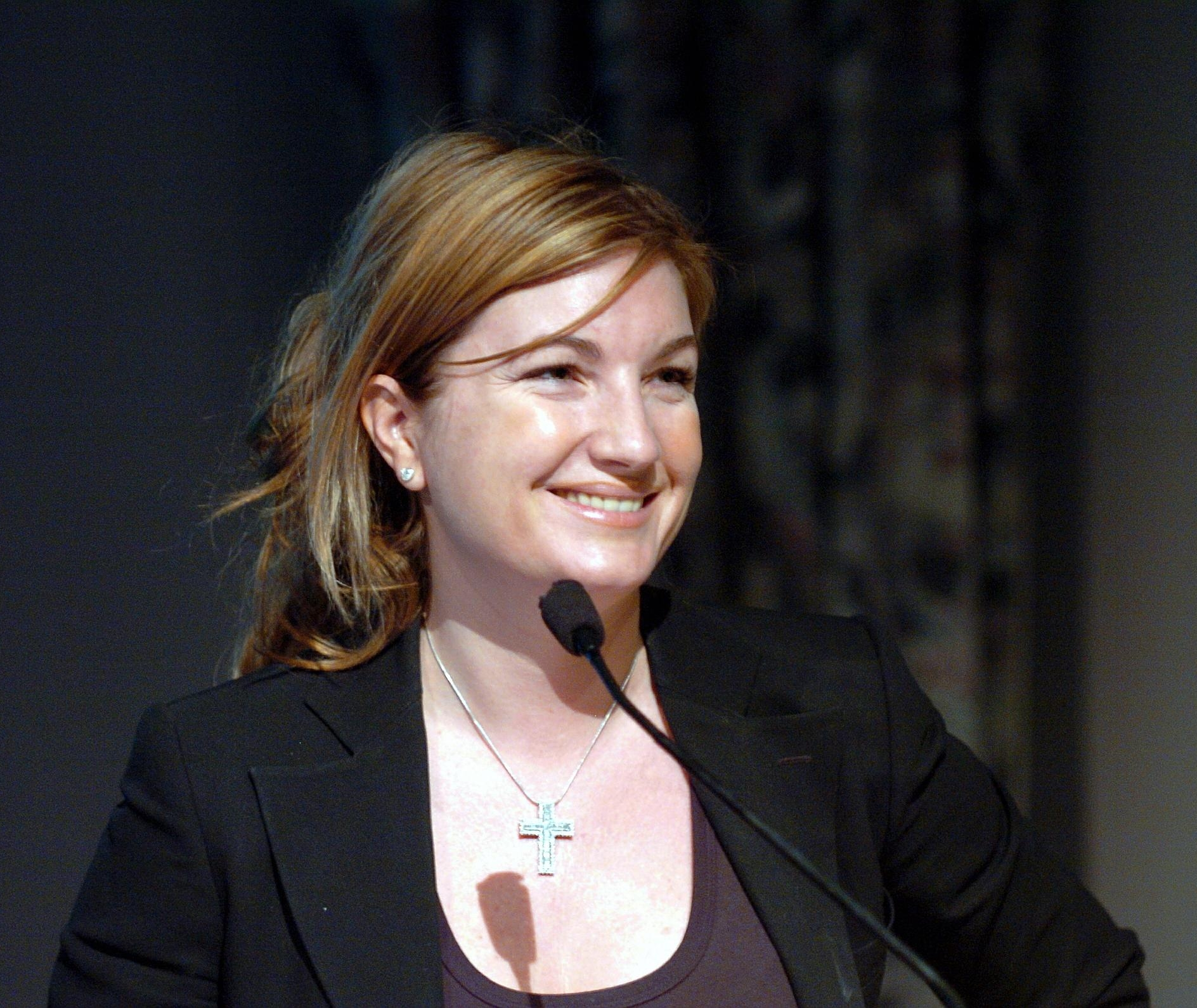
Karren Brady, 2008

Karren Rita Brady, Baroness Brady, CBE (* 4. April 1969 in Edmonton, London) ist eine britische Geschäftsfrau und Life Peeress. Von 1993 bis 2009 war sie Geschäftsführerin des englischen Fußballclubs Birmingham City, seit 2010 ist sie stellvertretende Vorsitzende von West Ham United. Einer breiten britischen Öffentlichkeit wurde sie als Komoderatorin der britischen Reality Show The Apprentice, einem Ableger der gleichnamigen amerikanischen Sendung, bekannt. 2014 wurde sie zur Baroness ernannt und sitzt seitdem im britischen Oberhaus.

## Leben und Familie
Brady verbrachte ihre Kindheit mit ihrer Familie in Edmonton, Middlesex. Ihr Vater, Terry Brady, stammt aus Irland und brachte es als Besitzer einer Druckerei zum Millionär. Brady gibt an, von ihm gelernt zu haben, dass harte Arbeit notwendig ist, um Erfolg zu haben. Ihre Mutter stammt aus Italien und war Hausfrau. Brady hat außerdem einen älteren Bruder.
Brady besuchte das Poles Convent, ein katholisches Internat in Ware, Hertfordshire, und anschließend die Aldenham School in Elstree. Letztere Schule war ebenfalls ein Internat und ursprünglich eine reine Jungenschule, die Mädchen erst ab der Oberstufe (sixth form) zuließ. Dort stand sie mit fünf anderen Mädchen etwa 600 männlichen Schülern gegenüber. Eine Analogie der Zahlenverhältnisse in ihrer späteren Karriere als Fußballfunktionärin wurde verschiedentlich angemerkt.
1993 lernte sie den kanadischen Fußballspieler Paul Peschisolido kennen, der zu diesem Zeitpunkt beim Club Birmingham City aktiv war. Bei der Vereinsweihnachtsfeier desselben Jahres wurden die beiden ein Paar, die Heirat folgte 1995. Das Paar hat eine Tochter und einen Sohn.
Anfang 2006 wurde bei Brady ein zerebrales Aneurysma, eine lebensgefährliche Arterienverdickung im Gehirn, festgestellt, weswegen sie sich einer Operation unterziehen musste. Ihre Überlebenschancen wurden hierbei bei etwa 70 Prozent angesiedelt, die Operation verlief jedoch erfolgreich und Brady konnte schon kurze Zeit darauf wieder in ihre Arbeit einsteigen.

## Karriere als Unternehmerin

### Erste Schritte
Mit 18 Jahren verließ Brady die Schule mit Bestnoten und bewarb sich am Harlow Journalism College, wurde jedoch abgelehnt. Daraufhin stieg sie bei der Werbeagentur Saatchi & Saatchi in ein Graduate-Programm ein, obwohl sie keine Hochschule besucht hatte. Sie arbeitete an Werbekampagnen für die Hotelkette Forte Group und die französische Käsemarke Boursin. Jedoch erschien ihr ihr Karrierefortschritt dort zu langsam vonstattenzugehen, sodass sie ein Angebot des Londoner Radiosenders LBC annahm. Dort war es ihre Aufgabe, Werbeplätze für die Radiosendung Asian Hour zu verkaufen, die täglich frühmorgens von vier bis fünf Uhr ausgestrahlt wurde.
Über ihre Position bei LBC kam sie mit dem Verleger David Sullivan in Kontakt. Diesen überzeugte sie davon, Werbezeit bei ihr anzukaufen, mit dem Argument, er erhielte sein Geld zurück, wenn sich seine Verkäufe dadurch nicht steigerten. Sullivan investierte innerhalb eines halben Jahres etwa zwei Millionen Pfund in die Radiowerbung für seine Zeitschrift Daily Sport und als seine Verkaufszahlen tatsächlich nach oben gingen, bot er Brady an, in seinem Sportmedienimperium einzusteigen. Brady nahm dieses Angebot kurzentschlossen an.

### Birmingham City
Kurz nach ihrem Einstieg bei Sullivan entnahm Brady einer Anzeige in der Financial Times, dass der englische Fußballverein Birmingham City zu verkaufen sei. Sie überredete Sullivan, den Club zu kaufen und ihr die Leitung zu überlassen. Dieser kam der Bitte nach, erwarb den Verein und setzte Brady als Geschäftsführerin (Managing Director) ein. Sie war zu diesem Zeitpunkt gerade einmal 23 Jahre alt und ist bis heute die jüngste Person, die je einen britischen Profifußballclub geleitet hat; zudem ist sie die einzige Frau, die je eine solche Position innehatte.
Sie ging ihre neue Aufgabe engagiert an. Es gelang ihr bereits nach zwei Jahren, den Verein, der zum Zeitpunkt der Übernahme durch Sullivan in argen finanziellen Nöten war, in die schwarzen Zahlen zu bringen. Sie errichtete neue Stadiontribünen, ein neues Trainingsgelände, Bürogebäude sowie Bars und bemühte sich, den Fußballclub familienfreundlicher werden zu lassen. Als Birmingham City im Jahr 1997 an die Börse ging, war sie die jüngste Geschäftsführerin einer Public Limited Company in Großbritannien. Ihre persönliche Aufopferungsbereitschaft für Birmingham City war sehr groß, so wird etwa verschiedentlich berichtet, dass sie bereits drei Tage nach der Geburt ihrer Tochter wieder regulär zur Arbeit erschien.
Ihr Vorgehen bei der Suche nach neuen Sponsoren für den Verein galt als unorthodox, manche Medien sahen gar die Grenze zur Erpressung erreicht. Aufgrund von Streitigkeiten bei der Ticketvergabe von Auswärtsspielen musste sie sich Ende 1996 sogar vor Gericht verantworten. Ein weiteres Mal hatte sie in den Jahren 2008 und 2009 Kontakt mit der britischen Justiz, als sie im Zuge von Ermittlungen gegen Korruption im englischen Fußball gleich zweimal wegen des Verdachts des Betrugs und der Falschaussage festgenommen wurde. Letztendlich erwiesen sich die Vorwürfe gegen sie jedoch als haltlos.
2009 schließlich, als Sullivan und der Unternehmer David Gold, welcher inzwischen als Miteigentümer eingestiegen war, sich entschlossen, Birmingham City zu verkaufen, verließ auch Brady den Verein. Ihr Verdienst für den Club wird allgemein als groß erachtet. Bei ihrem Einstieg hatte man gegen den Abstieg in die Drittklassigkeit gekämpft, sie verließ eine Premier-League-Mannschaft. Den 700.000 Pfund, für die Sullivan das Team 1993 gekauft hatte, stand ein Verkaufspreis von 82 Millionen Pfund gegenüber.

### Engagement beiThe Apprentice
The Apprentice (zu deutsch Der Lehrling) ist eine amerikanische Reality Show, in der Kandidaten sich darum bewerben, eine lukrative Stelle in einer Firma des Milliardärs Donald Trump zu erlangen. In Deutschland lief eine vergleichbare Sendung 2004 unter dem Namen Big Boss auf RTL. Der britische Ableger der Sendung heißt ebenfalls The Apprentice und wird von Alan Sugar moderiert.
Im März 2006 nahm Brady an einer Sonderausgabe der britischen Sendung mit prominenten Kandidaten teil. Als Kapitänin ihres Teams gelang es ihr hierbei, den Sieg zu erringen und im Verlauf der Show über 750.000 Pfund zugunsten der Wohltätigkeitsorganisation Comic Relief zu erwirtschaften. Aufgrund ihres überzeugenden Auftritts dort durfte sie in einer späteren Staffel Kandidateninterviews durchführen. 2010, mit Beginn der sechsten Staffel, ersetzte sie Margaret Mountford und ist seither ständige Beraterin Sugars in der Sendung.

### West Ham United
Im Januar 2010 erwarben David Sullivan und David Gold, unter denen Brady bereits bei Birmingham City als Managing Director gearbeitet hatte, die Mehrheit an dem Premier-League-Verein West Ham United. Auch Brady stieg wieder mit ein, offiziell als stellvertretende Vorsitzende, jedoch de facto in der Rolle der Geschäftsführerin.
Direkt nach ihrem Einstieg begann sie, sich einem großen Projekt zu widmen; sie strebte nämlich den Umzug des Clubs ins Londoner Olympiastadion an. Nach einigem Tauziehen mit anderen Vereinen (auch Tottenham Hotspur zeigte zwischenzeitlich Interesse) und der Klärung von Finanzierungsfragen erhielt West Ham im März 2013 tatsächlich den Zuschlag und wird seine Heimspiele nun ab der Saison 2016/17 im Olympiastadion austragen.
Brady hatte überlegt, den Vereinsnamen im Zuge des Umzugs von West Ham United zu West Ham Olympic zu ändern. Der Vorschlag traf jedoch auf wenig Gegenliebe und wurde daher schon bald wieder verworfen.

### Weitere Engagements
2008 wurde Brady Mitglied des Direktoriums der britischen Bewerbung um die Ausrichtung der Fußballweltmeisterschaften 2018. Die Bewerbung verlief jedoch nicht erfolgreich, im Dezember 2010 wurde bekanntgegeben, dass die Weltmeisterschaft in Russland stattfinden wird.
Brady ist und war Vorstandsmitglied verschiedener Unternehmen. 2010 wurde sie Non-executive Director bei der britischen Einzelhandelskette Arcadia, zuvor war sie sieben Jahre lang im Vorstand von Mothercare vertreten gewesen. Des Weiteren sitzt sie im Vorstand von Simon Cowells Unterhaltungsfirma Syco Entertainment
und war Mitglied der Chefetage von Sport England, dem Fernsehsender Channel 4 und Kerrang!.
Brady setzt sich stark dafür ein, dass es mehr Frauen in den Führungsetagen großer Unternehmen gibt. Sie sitzt in mehreren Stiftungen, die sich diesem Ziel gewidmet haben und gibt an, nicht in Firmen zu investieren, in denen es keine weiblichen Vorstandsmitglieder gibt. Als sie Birmingham City 2009 verließ, waren 75 Prozent der Arbeitsplätze im gehobenen Management des Vereins von Frauen besetzt.
Sie ist außerdem Autorin von mittlerweile fünf Büchern. In Brady plays the Blues berichtet sie über ihre erste Saison bei Birmingham City. United und Trophy Wives sind Romane, und in Playing to win thematisiert sie erfolgreiche Frauen in der Unternehmerwelt. Ihr neuestes Buch erschien 2012. Strong Woman wird von ihr als zur Hälfte Autobiografie und zur Hälfte Anleitung zum Einstieg als Unternehmerin beschrieben. Daneben schrieb Brady Kolumnen für die Zeitungen The Sun, The Evening Mail und The Guardian.

## Politische Karriere
Seit ihrem achtzehnten Lebensjahr ist Brady Anhängerin der Conservative Party und spätestens seit 2003 auch Parteimitglied. Bei einer Parteiversammlung im Jahre 2013 hielt sie die Einführungsrede für George Osborne, im selben Jahr wurde sie von Premierminister David Cameron zur offiziellen Botschafterin für kleine Unternehmen ernannt.
In der britischen Presse kamen in der Vergangenheit immer wieder Spekulationen über mögliche Kandidaturen Bradys bei Wahlen zum House of Commons oder der Londoner Bürgermeisterschaftswahl 2016 auf. Keine der Spekulationen hat sich bisher bestätigt.
2014 wurde sie in den Stand einer Life Peeress erhoben. Sie trägt seither offiziell den Titel Baroness Brady, of Knightsbridge in the City of Westminster und nimmt einen Platz im House of Lords ein.

## Auszeichnungen und Ehrungen
- Brady wurde von verschiedenen Zeitungen und Zeitschriften wiederholt zu den einflussreichsten, mächtigsten oder inspirierendsten Frauen Großbritanniens gezählt.[36]
- 2006 wurde sie durch das Magazin Cosmopolitan zur Woman of the Year gekürt.[8]
- 2007 erhielt sie den Preis Businesswoman of the Year.[37]
- 2008 wurde sie mit dem NatWest Spirit of Everywoman Award ausgezeichnet.[38]
- 2010 erhielt sie die Ehrendoktorwürde der University of Birmingham.[39]
- 2011 wurde sie bei den National Reality TV Awards als beste Jurorin in einem Reality-Format ausgezeichnet.[36]
- 2014 wurde sie als Commander in den Order of the British Empire aufgenommen.[40]

## Schriften
- Brady plays the blues: my diary of the season. Pavilion, London 1995, ISBN 1-85793-657-4.
- United. Little Brown, London 1996, ISBN 0-316-87818-9.
- Trophy wives. Warner, London 1998, ISBN 0-7515-2245-7 (Taschenbuch).
- Playing to win: 10 steps to achieving your goals. Capstone, Oxford 2004, ISBN 1-84112-563-6 (Taschenbuch).
- Strong woman: ambition, grit and a great pair of heels. Collins, London 2012, ISBN 978-0-00-739592-7 (gebunden), ISBN 978-0-00-746675-7 (Taschenbuch); neu herausgegeben unter dem Titel Strong woman: the truth about getting to the top. Harper, London 2013, ISBN 978-0-00-741614-1 (Taschenbuch), ISBN 978-0-00-741347-8 (E-Book).